# Tam Điệp
Tam Diep est une ville de la province de Ninh Binh dans la région du delta du fleuve Rouge au Viet Nam.

## Géographie
La ville est fondée le 11 mai 2015. En 2015, la ville comptait 104 175 habitants. La ville couvre une superficie de 105 km². Tam Điệp est desservie par la route nationale 21B.